# Urania (Luizjana)
Urania – miasto w Stanach Zjednoczonych, w stanie Luizjana, w parafii La Salle.